# Годер, Георгий Израилевич
Георгий Израилевич Годер (3 сентября 1929, Москва — 14 декабря 2011, Москва) — советский и российский педагог, учитель истории, историк, кандидат педагогических наук, автор учебников по истории. Учебники издавались как им самим, так и в соавторстве.

## Биография
Георгий Израилевич родился в Москве в 1929 году. Его отец, инженер, был репрессирован, находился в лагерях, а затем в ссылке. В 1946 году Георгий поступил на исторический факультет Московского городского педагогического института имени В. П. Потёмкина. Специализировался на кафедре истории Древнего мира (научный руководитель д. и. н., профессор Дьяков В. Н.). В 1951 году окончил институт, но в аспирантуру поступить не получилось, с трудом удалось устроиться на работу в школу. Более пятидесяти пяти лет преподавал в школе (с 1968 по 2011 год в московской средней школе № 20). Среди учеников — будущая журналистка и телеведущая Дарья Златопольская.

Начиная с 1965 года выходят в свет методические пособия к единому многомиллионному учебнику Ф. П. Коровкина по истории древнего мира для пятого класса. В конце 1980-х годов совместно с университетским преподавателем МГУ В. И. Кузищиным был переработан, использующийся в течение тридцати лет учебник Ф. П. Коровкина. В 1986 году, на основе ранее опубликованных работ, Г. И. Годером в форме доклада была защищена диссертация на тему: «Оптимизация процесса обучения истории древнего мира в средней общеобразовательной школе». В 1993 году в соавторстве с женой Ириной Сергеевной Свенцицкой и А. А. Вигасиным вышел в печать учебник для пятого и шестого классов.

Учебники, созданные Г. И. Годером, в течение многих лет переиздаются, пользуются неподдельным уважением и спросом среди нескольких поколений учителей.
В 1994 году Годеру Г. И. было присвоено звание Заслуженного учителя России.
Созданные более тридцати лет назад учебники и методические пособия делают Годера и сегодня ведущим методистом по преподаванию истории Древнего мира в средней школе.

## Методика Годера. Научно-педагогические труды
Годер одним из первых стал использовать методы «оживления истории», наглядности, персонификации, драматизации и «экскурсии в прошлое»). Им лично были созданы более сорока диафильмов и диапозитивов к разным темам истории древнего мира.
- Изучение истории Древнего мира в V классе: Пособие для учителей. — М.: Просвещение, 1965. — 335 с.[7]
- Изучение истории Древнего мира в 5 классе: Пособие для учителей. — 2-е изд., переработ. — М.: Просвещение, 1972. — 319 с.
- Раздаточный иллюстративный материал по истории Древнего мира для 5 класса и методическое руководство к нему: Учебно-наглядное пособие. — М.: Просвещение, 1986. — 64 карточки на 20 листах.
- История Древнего мира: Учебник для 5 класса общеобразовательных учреждений. — 16-е изд. — М.: Просвещение, 2009. — 287 с. (В соавторстве с А. А. Вигасиным и И. С. Свенцицкой).
- История Средних веков: Учебник для 6 класса общеобразовательных учреждений. — 2-е изд. — М.: Просвещение, 2007. — 288 с. (В соавторстве с А. А. Вигасиным и Г. А. Ртищевой)
- История Средних веков. Поурочные разработки. 6 класс: Пособие для учителя. — М.: Просвещение, 2009. — 240 с.
- Всеобщая история. История Древнего мира. 5 класс Вигасин А. А., Годер Г. И., Искендерова А. А. Свенцицкая И. С. 2023.

## Личная жизнь
В 1954 году Георгий Израилевич женился на выпускнице Ленинградского государственного университета Ирине Сергеевне Свенцицкой (познакомились они на археологических раскопках в Ольвии).